# Indianapolis International Airport

i7
i11
i13
Der Indianapolis International Airport (IATA-Code: IND, ICAO-Code: KIND) ist der internationale Flughafen der Stadt Indianapolis im US-Bundesstaat Indiana.
Der Flughafen gehört der Stadt Indianapolis und wurde von 1994 bis 2007 von der British Airports Authority betrieben. Der Indianapolis International Airport ist der größte Flughafen in Indiana und ist eine wichtige Drehscheibe für die Flugzeuge des Logistikunternehmens FedEx.

## Lage und Verkehrsanbindung
Der Indianapolis International Airport liegt 13 Kilometer südwestlich des Stadtzentrums von Indianapolis. Das Passagierterminal verfügt über eine Anschlussstelle an der Interstate 70, welche südlich des Flughafens verläuft. Daneben verlaufen die Interstate 74, die Interstate 465, der U.S. Highway 36 und der U.S. Highway 40 auf einer gemeinsamen Trasse östlich des Flughafens. Außerdem verläuft der U.S. Highway 40 auch nördlich des Flughafens.
Der Indianapolis International Airport wird durch Busse in den öffentlichen Personennahverkehr eingebunden. Die IndyGo Route 8 verbindet das Passagierterminal regelmäßig mit dem Stadtzentrum.

## Geschichte
Der Flughafen wurde im September 1931 eröffnet. 1944–1975 hieß er Weir Cook Municipal Airport, bis er seine heutige Bezeichnung durch die Zulassung des internationalen Flugverkehrs bekam. Ein neues Terminalgebäude wurde 1957 eröffnet, als Trans World Airlines die ersten Linienflüge nach Indianapolis anbot. Es wurde unter anderem 1968, 1972 und 1987 ausgebaut. 1988 begann FedEx, den Indianapolis International Airport zu nutzen. Ende der 1980er Jahre und Anfang der 1990er Jahre diente der Flughafen als sekundäre Drehscheibe für US Airways, die 49 % aller Passagiere zu und von dem Flughafen beförderte. 1995–2000 baute US Airways seine Verbindungen nach Indianapolis jedoch wesentlich ab. Etwa zu diesem Zeitpunkt baute ATA Airlines seinen Betrieb in Indianapolis stark auf. Als diese Fluggesellschaft den Weg in den Konkurs 2004–2007 beschritt, wurden ihre Indianapolis-Flüge ebenfalls zuerst stark eingeschränkt, und 2006 gänzlich beendet.
Am 11. und 12. November 2008 wurde ein neues Passagierterminal in Betrieb genommen. Dieses wurde zwischen den parallelen Start- und Landebahnen errichtet. Das Terminal erhielt den Namen Col. H. Weir Cook Terminal, es wurde nach Harvey Weir Cook, einem Fliegerass des Ersten Weltkriegs, benannt. Das ursprünglich 1957 errichtete, am nordöstlichen Vorfeld gelegene Terminal wurde 2013 abgerissen.

## Flughafenanlagen

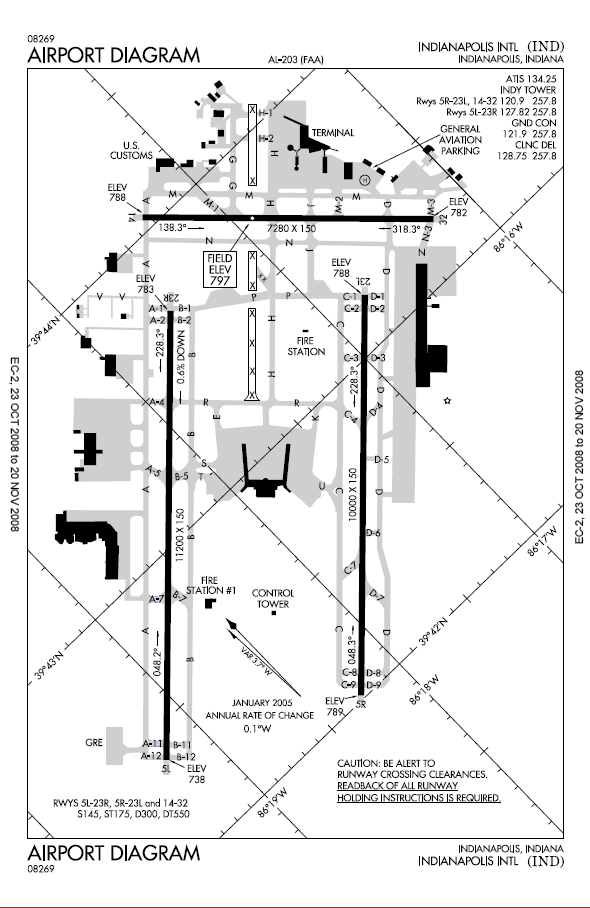
Flughafendiagramm (veraltet, mit altem Terminal)

Der Indianapolis International Airport hat eine Gesamtfläche von 3116 Hektar.

### Start- und Landebahnen
Der Indianapolis International Airport verfügt über drei Start- und Landebahnen. Dabei verlaufen zwei Start- und Landebahnen parallel. Die längste Start- und Landebahn trägt die Kennung 05L/23R, ist 3414 Meter und 46 Meter breit. Die Landebahn 05L/23R ist mit einem Instrumentenlandesystem (ILS) der Kategorie III ausgestattet, die Landebahn 05R/23L verfügt nur über ein ILS der Kategorie I. Die Querwindbahn 14/32 ist 2219 Meter lang und 46 Meter breit. Sie ist in beiden Anflugrichtungen nur mit einem ILS der Kategorie I ausgestattet. Die parallelen Start- und Landebahnen haben einen Belag aus Beton, während die Querwindbahn einen Belag aus Asphalt besitzt.

### Passagierterminal
Der Indianapolis International Airport verfügt über ein Passagierterminal. Dieses besteht aus einer Haupthalle und zwei Concourses mit insgesamt 39 Flugsteigen. Zumindest äußerlich ist das Gebäude annähernd symmetrisch aufgebaut. Das Passagierterminal trägt die Bezeichnung Col. H. Weir Cook Terminal und wurde am 11. und 12. November 2008 in Betrieb genommen.

#### Concourse A
Im Concourse A gibt es 20 Flugsteige, die alle mit Fluggastbrücken ausgestattet sind. Die Flugsteige A4 und A5 können dabei internationale Flüge abfertigen. Insgesamt hat der Concourse A einen geringeren Anteil an den abfliegenden Passagieren als Concourse B. Der Concourse A wird von Air Canada, Delta Air Lines, Frontier Airlines, Spirit Airlines und United Airlines genutzt. Zusätzlich werden Charterflüge für Vacation Express abgefertigt. Die Flüge von Frontier Airlines werden am Gate A3 abgefertigt. Gate A4 wird von keiner Fluggesellschaft genutzt. Delta Air Lines nutzt die Gates A5 bis A8 und A10 bis A16. United Airlines nutzt die Gates A17 und A21 bis A25, wobei das Gate A23 ebenfalls von Air Canada genutzt wird. Das Gate A20 wird von Spirit Airlines genutzt. Die Bezeichnungen A1, A2, A9, A18 und A19 sind bisher nicht vergeben.

#### Concourse B
Im Concourse B gibt es 19 Flugsteige, von denen alle mit Fluggastbrücken ausgestattet sind. Trotz der geringeren Anzahl an Flugsteigen hat er einen größeren Anteil bei den abfliegenden Passagieren als Concourse A. Der Concourse B wird von Alaska Airlines, Allegiant Air, American Airlines und Southwest Airlines genutzt. In den Gates B3 und B4 werden dabei Flüge von Allegiant Air abgefertigt. Die Flüge von Alaska Airlines werden in Gate B5 abgefertigt. American Airlines nutzt die Gates B6 bis B10 und B13 bis B16. Southwest Airlines nutzt die Gates B17 und B20 bis B25. Die Bezeichnungen B1 B2, B11, B18 und B19 sind bisher nicht vergeben. Bis 2016 verfügte Concourse B mit Flugsteig B12 noch über einen 20. Flugsteig.

### Ehemaliges Passagierterminal
Das ehemalige Passagierterminal lag im Norden des Indianapolis International Airport und wurde ursprünglich 1957 eröffnet. Zuletzt verfügte es über 33 Flugsteige in vier Concourses. Es wurde 2013 abgerissen.

### Frachtterminals
Die Frachtfluggesellschaft FedEx nutzt den Indianapolis International Airport seit 1988 als Drehkreuz und betreibt das mit Abstand größte Frachtterminal am Flughafen. Mittlerweile ist Indianapolis das zweitgrößte Drehkreuz von FedEx. Es hat rund 4.000 Mitarbeiter.

### Sonstige Einrichtungen
FedEx nutzt zwei Hangars am Indianapolis International Airport zur Flugzeugwartung. Einer der Hangars gehörte zuvor ATA Airlines.
Die Republic Airways Holdings unterhält für ihre Tochtergesellschaft, die Regionalfluggesellschaft Republic Airline, ebenfalls Wartungshangars am Indianapolis International Airport.

## Fluggesellschaften und Ziele
Der Indianapolis International Airport wird insgesamt von neun Passagierfluggesellschaften regelmäßig angeflogen. Nach Passagierzahlen ist heute Southwest Airlines die größte Fluggesellschaft, gefolgt von Delta Air Lines/Delta Connection, American Airlines/American Eagle und United Airlines/United Express. Daneben wird der Indianapolis International Airport von den Frachtfluggesellschaften Cargolux und FedEx genutzt, wobei letztere am Flughafen ein Drehkreuz betreibt.
Der Indianapolis International Airport wird von den Fluggesellschaften vor allem an die jeweiligen Drehkreuze angebunden. Zusätzlich bestehen internationale Direktverbindungen nach Cancún, Paris-Charles-de-Gaulle, und Toronto-Pearson, allerdings wird Cancún nur saisonal bedient.

### Marktanteile der Fluggesellschaften
| Marktanteile der Fluggesellschaften am Fluggastaufkommen | Marktanteile der Fluggesellschaften am Fluggastaufkommen | Marktanteile der Fluggesellschaften am Fluggastaufkommen | Marktanteile der Fluggesellschaften am Fluggastaufkommen            |
| Fluggesellschaft                                         | 2005                                                     | 2019                                                     | Bemerkung                                                           |
| -------------------------------------------------------- | -------------------------------------------------------- | -------------------------------------------------------- | ------------------------------------------------------------------- |
| AirTran Airways                                          | 3,57 %                                                   | 0,00 %                                                   | 2010–2014 Übernahme durch Southwest Airlines, Marke 2014 aufgegeben |
| Allegiant Air                                            | 0,01 %                                                   | 5,69 %                                                   |                                                                     |
| America West                                             | 1,87 %                                                   | 0,00 %                                                   | 2005–2008 Übernahme von US Airways, Marke 2007 aufgegeben           |
| American Airlines                                        | 10,96 %                                                  | 21,40 %                                                  |                                                                     |
| ATA Airlines                                             | 10,56 %                                                  | 0,00 %                                                   | Flugbetrieb 2008 eingestellt                                        |
| Continental Airlines                                     | 5,74 %                                                   | 0,00 %                                                   | 2010–2011 Fusion mit United Airlines, Marke 2012 aufgegeben         |
| Delta Air Lines                                          | 8,85 %                                                   | 25,33 %                                                  |                                                                     |
| Frontier Airlines                                        | 2,45 %                                                   | 2,54 %                                                   |                                                                     |
| Northwest Airlines                                       | 22,56 %                                                  | 0,00 %                                                   | 2008–2009 Fusion mit Delta Air Lines, Marke 2010 aufgegeben         |
| Southwest Airlines                                       | 11,92 %                                                  | 28,82 %                                                  |                                                                     |
| Spirit Airlines                                          | 0,00 %                                                   | 2,14 %                                                   |                                                                     |
| United Airlines                                          | 7,00 %                                                   | 11,99 %                                                  |                                                                     |
| US Airways                                               | 12,46 %                                                  | 0,00 %                                                   | 2013–2015 Fusion mit American Airlines, Marke 2015 aufgegeben       |
| Sonstige                                                 | 2,05 %                                                   | 2,09 %                                                   |                                                                     |

## Verkehrszahlen
| Jahr | Fluggastaufkommen | Luftfracht (Tonnen) (mit Luftpost) | Flugbewegungen (mit Militär) |
| ---- | ----------------- | ---------------------------------- | ---------------------------- |
| 2019 | 9.537.377         | 1.010.825                          | 187.284                      |
| 2018 | 9.418.085         | 1.054.766                          | 168.133                      |
| 2017 | 8.791.820         | 1.038.615                          | 160.049                      |
| 2016 | 8.511.959         | 1.065.114                          | 162.211                      |
| 2015 | 7.998.086         | 1.084.857                          | 152.937                      |
| 2014 | 7.363.632         | 1.102.241                          | 148.899                      |
| 2013 | 7.217.051         | 1.092.952                          | 153.382                      |
| 2012 | 7.333.733         | 1.016.994                          | 158.200                      |
| 2011 | 7.478.835         | 1.001.400                          | 159.697                      |
| 2010 | 7.526.414         | 1.044.812                          | 166.358                      |
| 2009 | 7.465.719         | 985.562                            | 171.318                      |
| 2008 | 8.151.488         | 1.111.081                          | 197.202                      |
| 2007 | 8.272.289         | 1.167.686                          | 203.136                      |
| 2006 | 8.085.394         | 1.147.068                          | 213.740                      |
| 2005 | 8.524.442         | 1.136.545                          | 222.275                      |
| 2004 | 8.025.051         | 1.063.656                          | 212.558                      |
| 2003 | 7.361.060         | -                                  | 204.059                      |
| 2002 | 6.896.418         | -                                  | 205.872                      |
| 2001 | 7.238.744         | -                                  | 244.801                      |
| 2000 | 7.722.191         | -                                  | 256.144                      |
| 1999 | 7.463.536         | -                                  | 248.318                      |
| 1998 | 7.292.132         | -                                  | 238.797                      |
| 1997 | 7.171.845         | -                                  | 230.518                      |
| 1996 | 7.069.039         | -                                  | 227.109                      |

### Verkehrsreichste Strecken
| Rang | Stadt                             | Passagiere | Fluggesellschaften                             |
| ---- | --------------------------------- | ---------- | ---------------------------------------------- |
| 01   | Atlanta, Georgia                  | 542.970    | Delta, Southwest                               |
| 02   | Chicago–O’Hare, Illinois          | 302.720    | American/American Eagle, United/United Express |
| 03   | Denver, Colorado                  | 293.680    | Frontier, Southwest, United/United Express     |
| 04   | Orlando, Florida                  | 272.270    | Delta, Frontier, Southwest, Spirit             |
| 05   | Dallas/Fort Worth, Texas          | 224.120    | American                                       |
| 06   | Las Vegas, Nevada                 | 213.350    | Allegiant, Frontier, Southwest, Spirit         |
| 07   | Charlotte, North Carolina         | 211.020    | American/American Eagle                        |
| 08   | Phoenix–Sky Harbor, Arizona       | 165.940    | American, Southwest                            |
| 09   | Minneapolis/Saint Paul, Minnesota | 158.260    | Delta/Delta Connection                         |
| 10   | Detroit, Michigan                 | 154.040    | Delta/Delta Connection                         |

## Zwischenfälle
- Am 9. September 1969 kollidierte eine Douglas DC-9-31 der US-amerikanischen Allegheny Airlines (Luftfahrzeugkennzeichen N988VJ) im Anflug auf den Indianapolis International Airport mit einer Piper PA-28 bei Shelbyville, Indiana (USA). Alle 83 Menschen starben, die 78 Passagiere und 4 Besatzungsmitglieder in der DC-9 und der Pilot der Piper.[21]